# Aeropuerto de Kostromá-Sokérkino
El Aeropuerto de Kostromá-Sokérkino (del ruso: Аэропорт Кострома-Сокеркино) (IATA: KMW, ICAO: UUBA) es un aeropuerto ubicado 4 km al noreste de Kostromá, capital del óblast de Kostromá, Rusia. 
El aeropuerto está operado por la empresa "Kostroma Air Enterprise" (del ruso: Костромское авиапредприятие).
El espacio aéreo está controlado desde el FIR de Moscú (ICAO: UUWV).

## Pista
Cuenta con una pista de asfalto en dirección 14/32, de 1.700 x 50 m (5.576 x 164 pies).
El pavimento es del tipo 28/F/D/X/T, lo que permite la operación de aeronaves del tipo AN-2, An-24, An-26, AN-72, Yak-40, L-410 así como todo tipo de helicópteros durante todo el año, dentro de los horarios establecidos.